# Jesse L. Martin
Jesse Lamont Martin (Rocky Mount (Virginia), 18 januari 1969), geboren als Jesse Lamont Watkins, is een Amerikaans acteur.

## Biografie
Martin werd geboren in Rocky Mount, Virginia in de Blue Ridge Mountains. Nadat zijn ouders scheidden en moeder Virginia Price hertrouwde nam Martin de achternaam van zijn stiefvader aan.
Martin kreeg voor het eerst ervaring met acteren toen een leraar hem een rol gaf in het toneelstuk The Golden Goose. Martin bleek een groot talent te hebben voor acteren. Nadat hij zijn diploma haalde, toerde hij mee met The Acting Company. Hij was in veel onbekende theaterstukken te zien, was te zien in reclames en had een rol in de soapserie One Life to Live.
Martin werd later beroemd op Broadway. Zo had hij rollen in Timon of Athens en The Government Inspector. Toen hij in een restaurant werkte, ontmoette hij Jonathan Larson. In 1996 kreeg hij een rol in zijn musical RENT. De musical werd een enorm succes. David E. Kelley, de maker van Ally McBeal, was aanwezig op de première van de musical. In 1998 kreeg Martin een rol in de televisieserie. Door zijn rol van Greg Butters in Ally McBeal, werd Martin ook door David Duchovny een gastrol in The X-Files aangeboden.
In 1999 kreeg Martin een rol in Law & Order, zonder auditie te hoeven doen. In 2008 verliet hij de serie en werd hij vervangen door Anthony Anderson.
In 2005 was Martin in de filmversie van Rent te zien, samen met de andere originele cast van de musical.
Martin is sinds 2014 te zien in de serie Flash als Joe West.
- Bibliothèque nationale de France: cb15725898f (data)
- Gemeinsame Normdatei: 135006783
- International Standard Name Identifier: 0000 0000 4181 8221
- Library of Congress Control Number: no97078466
- MusicBrainz: cd1501cc-a3f5-4d41-ad3e-10f15098a968
- SNAC: w64n3hng
- Virtual International Authority File: 63618757
- WorldCat: E39PBJf4cymdVP9Vjc9xpjwXBP